# バイオフォトン
バイオフォトン (biophoton) は生命を意味するバイオ (bio) と光子を意味するフォトン (photon) を組み合わせた造語で、厳密な定義はないが、生物発光 (bioluminescence) のうち、非常に強度が小さい場合や、その時放出される光子を指す言葉として用いられる。

## 概要
光は量子力学が教えるように波の性質と粒子の性質を持っている。普通我々が光として認識する強度では、電磁波としての性質が顕著だが、強度が小さくなるにしたがって粒子すなわちフォトンとしての性質が顕わになる。このように弱い光に対して高感度光検出器である光電子増倍管を用いると、フォトン1個に対応した電流パルスが観測され、それによってフォトンの数として光の強度が測定される。このような光計測法はフォトンカウンティング法と呼ばれ、現在最も高感度な光計測法である。このように、バイオフォトンは粒子として観測されるほど光の強度が小さいということを意味する用語である（弱いとは言っても、同波長帯の黒体放射と比較すると2桁以上強い）。
バイオフォトンの観測には、完全に遮光された環境と、熱ノイズを減らすために冷却された光電子増倍管やCCDイメージセンサなどの超高感度測定器を必要とする。肉眼で観測することは出来ない。一般的に生物発光と言えば、肉眼で観測できるホタルや夜光虫などがよく知られている。その強度はフォトンとして観測される場合より数桁も大きく、バイオフォトンとは呼べない。現在バイオフォトンと呼べるのは、生化学反応、特に細胞呼吸などの生体内の酸化還元反応に付随して生じる活性酸素種などのラジカル類からの化学発光である。バイオフォトンは生物フォトン、生物光子、極微弱生物発光、極微弱生体発光、極微弱生化学発光などと呼ばれることもある。

## 歴史
1922年、タヴリダ国立大学の生物学者、アレクサンダー・ギュルヴィッチによって発見された。
現在バイオフォトンと呼ばれている発光が確認されたのは1960年代の光電子増倍管の発明以降である。光電子増倍管によって、あらゆる生物のあらゆる器官からフォトンとして観測されるほど弱い光が恒常的に観測されることが知られるようになった。その後1970年代半ばにフィリップ大学マールブルクのフリッツ・アルバート・ポップによって、初めて大規模な物理分析が行われ、ヨーロッパや日本の研究グループが多くの研究を行っている。日本では科学技術庁（当時）の特殊法人である新技術事業団（当時）が稲場文男東北大教授（当時）を中心として行った稲場生物フォトンプロジェクト（1986年～1991年）が有名である。また、現在でも世界中で数十の研究グループが研究を行っている。バイオフォトンは細胞呼吸の酸化還元反応など、生体の基礎的代謝に関わっているので、医療、生命科学、農業分野などで利用が可能だと考えられている。

## 発光のメカニズム
ホタルや夜光虫のような生物発光では発光基質ルシフェリンと発光酵素ルシフェラーゼによって生化学反応で生じるエネルギーの大部分が光となって放出される。一方、バイオフォトンに関与する生化学反応は主にミトコンドリアにおける細胞呼吸などの酸化還元反応と言われており、そこで生じるエネルギーの内、フォトンとして放出されるのはごく僅かである。これは関与する分子のうち比較的高いエネルギーを持った後にそのエネルギーを光として放出する分子が確率的に少なく、ほとんどの分子は生化学反応を通して生理活動を行った後に熱としてエネルギーを放出するためである。比較的高いエネルギーを持った分子、すなわち活性酸素やラジカルなどがこの過程に関わっている。以上のことから明らかなように、バイオフォトンと同様な発光現象は、生物でしか観測されないわけではなく、同様の化学反応を起こして観測することが可能である。特に酸化還元反応はエネルギーの発生が比較的大きく、分子が持つ平均エネルギーが高くなるので、光を放出可能な状態に励起される分子の数も多くなる。これ以外の化学反応でも量子力学的に決まるある確率で反応に付随する発光があるはずであるが、観測できないほど弱い場合もある。ちなみに、ホタルや夜光虫では、熱として放出されるより光として放出されるエネルギーが大きくなる化学反応が利用されている。

## 用語の使い方について
バイオフォトンは、その強度がフォトンとして観測されるほど弱い生物発光を表す言葉であるが、しばし別の意味（特に発光メカニズムが解明されていないものなど）で使う人もいるようである。これは、バイオフォトンという言葉が生物の光というような意味も持っているからと考えられるが、フォトンと呼べるほど強度が小さくない場合には一般的な意味で生物発光という言葉を使うべきであろう。